# Swetowraczene
Swetowraczene (bułg. Световрачене) – wieś w Bułgarii; 2300 mieszkańców (2010).